# Thắng cảnh Agave và khu công nghiệp cũ ở Tequila
Thắng cảnh Agave và khu công nghiệp cũ ở Tequila là một Di sản thế giới được UNESCO công nhận tại Mexico. Di sản có diện tích 35.019 ha là một phần của cảnh quan rộng lớn cây thùa xanh, một loài cây được sử dụng từ thế kỷ 16 để sản xuất ra loại rượu Tequila truyền thống và lịch sử hơn hai thiên niên kỷ loài cây này được sử dụng để làm đồ uống lên men và vải. Cảnh quan phản ánh sự phát triển và hoạt động sản xuất rượu Tequila trong thế kỷ 19 và 20. Ngày nay, cảnh quan văn hóa Agave được xem như là một phần bản sắc dân tộc của người Mexico.
Quần thể bao gồm các hoạt động sinh hoạt, làm việc có liên quan đến việc trồng cây thùa xanh cùng với các khu định cư, nơi làm việc chưng cất, lên men ở Tequila, Magdalena, El Arenal và Amatitán. Khu vực cũng là minh chứng cho truyền thống Teuchitlán thông qua các ruộng bậc thang nông nghiệp, nhà ở, đền, gò nghi lễ, sân chơi bóng cổ đại.